# Шапарский, Владимир Сергеевич
Владимир Сергеевич Шапарский — советский хозяйственный и государственный деятель, лауреат Государственной премии СССР за выдающиеся достижения в труде.

## Биография
Родился в 1937 году в деревне Голубино. Член КПСС.
В 1959—1960 — горнорабочий очистного забоя шахты номер 5-6 «Провалье» в Донецке
Окончил Харьковский горный институт.
В 1965—2000 — горный мастер, бригадир комплексной бригады, начальник добычного участка, заместитель начальника участка по взрывным работам шахты номер 3 / имени Ленина треста «Абайуголь»
За большой личный вклад в увеличение добычи угля был в составе коллектива удостоен Государственной премии СССР за выдающиеся достижения в труде 1987 года.
Почётный гражданин Шахтинска.
Живёт в Шахтинске.

## Награды
- Орден Дружбы народов
- Орден Знак Почёта